# Conta Comigo
Conta Comigo (em inglês:  Stand by Me) é um filme americano de 1986, do gênero drama, dirigido por Rob Reiner. O título vem de uma música homônima de Ben E. King (que toca durante os créditos finais), e é baseado no conto The Body (no Brasil, "O Outono da Inocência — O Corpo", presente na coletânea "As Quatro Estações"), de Stephen King. 
É o segundo filme baseado em um livro de Stephen King com maior aprovação no Rotten Tomatoes, Perdendo apenas para a primeira versão de Carrie.

## Sinopse
Gordie Lachance (Wil Wheaton) é um escritor que recorda um acontecimento pessoal no Verão de 1959, quando tinha 12 anos. Vivia numa pequena cidade de Oregon e tinha 3 amigos que em certo dia saem juntos em busca do corpo de um adolescente que estava desaparecido na mata há mais de 3 dias. O que eles não imaginavam é que esta aventura se transformaria numa jornada de auto descoberta, que os marcaria para sempre.

## Elenco
| Ator               | Papel                    |
| ------------------ | ------------------------ |
| Wil Wheaton        | Gordie Lachance          |
| River Phoenix      | Chris Chambers           |
| Corey Feldman      | Teddy Duchamp            |
| Jerry O'Connell    | Vern Tessio              |
| Kiefer Sutherland  | Ace Merrill              |
| Casey Siemaszko    | Billy Tessio             |
| Gary Riley         | Charlie Hogan            |
| Bradley Gregg      | Eyeball Chambers         |
| Jason Oliver       | Vince Desjardins         |
| Marshall Bell      | Sr. Lachance             |
| Frances Lee McCain | Sra. Lachance            |
| Bruce Kirby        | Sr. Quidacioluo          |
| William Bronder    | Milo Pressman            |
| Scott Beach        | prefeito Grundy          |
| Richard Dreyfuss   | Gordie adulto / narrador |
| John Cusack        | Denny Lachance           |

## Principais prêmios e indicações
Oscar 1987 (EUA)
- Indicado na categoria de Melhor Roteiro Adaptado.

Globo de Ouro 1987 (EUA)
- Recebeu duas indicações, nas categorias de Melhor Filme - Drama e Melhor Diretor.

Independent Spirit Awards 1987 (EUA)
- Recebeu três indicações nas categorias de Melhor Filme, Melhor Diretor e Melhor Roteiro.

Academia Japonesa de Cinema 1988 (Japão)
- Indicado na categoria de Melhor Filme Estrangeiro.

## Trilha sonora
1. "Stand by Me" (Ben E. King)
2. "Lollipop" (The Chordettes)
3. "Book of Love" (The Monotones)
4. "Everyday" (Buddy Holly)
5. "Great Balls of Fire" (Jerry Lee Lewis)
6. "Yakety Yak" (The Coasters)
7. "Let the Good Times Roll" (Shirley e Lee)
8. "Come Go with Me"(The Del VIkings)
9. "Get a Job" (The Silhouettes)
10. "Rockin' Robin" (Bobby Day)
11. "Mr.Lee" (The Bobbettes)
12. "Whispering Bells" (The Del Vikings)
13. "Come Softly to Me" (The Fleetwoods)
14. "Hush-A-Bye" (The Mystics)

## Roteiro
A história, baseada num conto de Stephen King, remete claramente a uma fase de sua vida: seu irmão morto num acidente de carro, o fato de o personagem principal ser um escritor famoso na velhice, e diversas outras metalinguagens pessoais.
Outra característica curiosa do conto é que os nomes de todas as cidades citadas em "Conta Comigo", com exceção de Castle Rock, são homenagens a lugares reais do Maine, estado onde Stephen King viveu quando criança.

## Produção
- O orçamento de "Conta Comigo" foi de 8 milhões de dólares.
- Antes de Richard Dreyfuss ficar definitivamente com o papel do escritor, diversos atores foram chamados para o papel, sendo que um deles chegou a gravar diversas cenas que tiveram de ser regravadas.